# Андріївка (платформа)
Андріївка — пасажирський зупинний пункт Ізюмського напрямку. Розташований між платформою Донець та станцією Шебелинка. Пункт розташований у смт. Андріївка Ізюмського району Харківської області. На пункті зупиняються лише приміські потяги. Пункт відноситься до Харківської дирекції Південної залізниці.
Відстань до станції Основа — 55 км.